# Gabriel Mata
Gabriel Mata (* um oder vor 1949 in Atotonilco El Alto, Jalisco; † 24. April 2013 in León), auch bekannt unter dem Spitznamen El Profe, war ein mexikanischer Fußballspieler auf der Position eines Stürmers.

## Laufbahn
Als Fußballprofi stand Mata beim Club León unter Vertrag, mit dem er in der Saison 1966/67 den mexikanischen Pokalwettbewerb gewann. Außerdem war er der erste Torschütze der Esmeraldas nach Eröffnung des Estadio Nou Camp.
Mata studierte an der Universidad de Guanajuato und arbeitete nach seiner aktiven Laufbahn, die bereits 1970/71 endete, über viele Jahre hinweg im Trainerstab von deren Fußballmannschaft.
Im Alter von 63 Jahren starb Mata an einem plötzlichen Herzstillstand, als er unmittelbar nach einer Trainingseinheit in sein Auto gestiegen war.

## Erfolge
- Mexikanischer Pokalsieger: 1966/67